# Jóska Sobri
Jóska Sobri (výslovnost [jóška šobri]) (1810 dvůr Erdőd v župě Vas – 17. února 1837 Lápafő), v českém prostředí známý rovněž jako Jožka Šobri, jinak také Jóska Zsubri, pravým jménem József Pap, byl ve své době obávaným uherským lupičem, který se později stal legendárním zadunajským zbojníkem.
Ještě padesát let po jeho smrti se mělo za to, že nezemřel, nýbrž že „Sobri žije“. Po Sándoru Rózsovi je snad nejznámějším maďarským zbojníkem. Kolem jeho osoby se vytvořil skutečný kult a vzpomínku na něj uchovávají báchorky, písně a tance. Za svého pobytu ve vězení v Szombathelyi se Sobri podle lidových povídaček stal skutečným „selským adonisem“: když jej totiž vedli na veřejné práce, služky a dámy sledovaly pátravým pohledem každý jeho pohyb.

## Život
Jeho otec István Pap, pocházející z vesnice Sobor v Šoproňské župě, přišel jako pasák prasat do Erdődu, ležícího v okolí dnešního Bögöte, kde se mu narodil syn jménem Jóska. Přízvisko Sobri pak pravděpodobně dostal podle rodné vesnice svého otce.
Podle legendy ho v mladém věku přivedla na scestí špatná společnost. Ještě jako mladík se, spíše z mladického furiantství než ze zločinných úmyslů, zapojil do jedné krádeže prasat v Bakonyi a do následného prodeje ukradeného dobytka. Akce však byla brzy odhalena a Jósku odsoudil tribunál k náhradě škody, ke dvěma letům vězení v Szombathelyi a k výprasku rákoskou.
Dle lidového podání se Jóska ve vězení změnil. Vyprávěly se romantické příběhy o milostném vztahu, který Jóska navázal se ženou svého žalářníka Lázára Benkőa. Sobri se od jednoho ze spoluvězňů naučil psát a číst a změnil také styl oblékání. Když se vrátil zpět, oblékl bohatě zdobený oděv a stal se z něj hotový dobrodruh. Existuje více verzí o tom, jak se dostal z vězení. Podle jedné z nich se mu podařilo utéci za pomoci již zmíněné manželky žalářníka, zatímco podle další si celý trest poctivě odseděl.
Roku 1835 spolu se svým druhem, pastýřským pomocníkem Istókem Fényesem okradl kolompošského ovčáka. Istóka chytili a pověsili, Sobrimu se však před spravedlností podařilo utéct. Od této chvíle byl Sobri donucen dát se na dráhu psance a zanedlouho se stal vůdcem skupiny zbojníků, se kterými řádil v oblasti zadunajských lesů. Jeho pobočník se jmenoval Ferkó Milfajt (absolvoval šest škol a jako sluha sloužil u několika pánů, byl Sobriho důvěrníkem a poradcem). Oblastí jejich působnosti byl bakoňský les a v jeho okolí se rozprostírající župy Vas, Zala, Győr a Veszprém. Jejich banda obvykle olupovala bohaté ovčáky a obchodníky. Roku 1836 spáchal Sobri svůj snad nejslavnější čin, když ve vsi Kónyi vyloupil pokladnu győrské kapituly a veškeré bohatství panského důchodního si odnesl. Jiným slavným případem bylo oloupení plukovníka Hunkára, který se však pro Sobriho stal osudným, neboť obětí (které Sobri doslova nenechal „ani halíř“) byl velmi respektovaný a vlivný člověk. Plukovník nezahálel a vznesl stížnost k samotnému králi i palatinovi, takže župám a vládním orgánům bylo nařízeno zavést přísná a náležitá opatření.
Veřejnost se v té době již Sobriho jména bála. Bylo mu připisováno mnoho loupeží, se kterými však Sobri neměl nic společného. Cestování po kraji se stalo nebezpečným. Dvorská kancelář v zájmu zastavení zločinů zmobilizovala vojska šesti žup a na Sobriho byl rozpoután skutečný hon. Na jeho hlavu byla vypsána odměna sto zlatých. Pronásledovaný Sobri rozdělil svoji bandu na dvě skupiny: první část pod vedením Milfajta se vydala směrem k pohoří Vértes, zatímco on sám s ostatními zamířil přes Bakony k městu Tolna. Jeho nejbližšího spolupracovníka stihl osud dříve: během jedné zvrácené zábavy sám sebe postřelil. Zraněného zbojníka chytili a na konci prosince roku 1836 byl rozhodnutím stanného soudu pověšen.
Sobri a jeho druhové byli 17. února 1837 obklíčeni na hranicích Somogyské a Tolňanské župy u vsi Lápafő. Zde se začal skutečný boj, zbojníci zahnaní do kouta se statečně bránili, nevzdali se protivníku ani se zraněními. Sobri neustále střílel na 30–35 vojáků, kteří však nakonec přesto pronikli do jeho blízkosti. Jeden z důstojníků se na něj vrhnul s bodákem. Zbojník na něj zamířil, ale ve chvíli, kdy si uvědomil, že je obklíčen, obrátil zbraň proti sobě a střelil se do srdce. Některým z jeho stále žijících druhů se podařilo v následném zmatku upláchnout.

## Památka
Je považován za nejslavnějšího maďarského zbojníka po Sándoru Rózsovi. Sláva, které dosáhl, je nevšedním výkonem také z toho důvodu, že Rózsa se dožil 65 let a svou pochybnou pověst si získal za podstatně delší dobu, přestože část svého života proseděl ve vězení. Naproti tomu Sobri se kvůli své brzké smrti stal známý po celé zemi po pouhých několika málo letech zbojnické činnosti. Kolem jeho jména se vytvořil skutečný kult, jeho památku uchovává řada příběhů, písní a tanců. Ještě padesát let po jeho smrti se povídalo, že „Sobri žije“. Podle některých se stal bohatým předákem pastevců na Velké uherské nížině, zatímco jiní tvrdili, že pracuje v Americe jako lékárník. Každopádně se v 19. století stal symbolem tehdejší odstrašující úrovně bezpečnosti v zemi: v dílech Georg Schobri, der Räuberhauptmann in Ungarn (Lipsko, 1837), Schubery, le brigand hongrois (Paříž, 1837) a podobně v tehdejší maďarské literatuře: Sobri (Pest, 1837); Imre Vahot: Sobri család Vas megyében (Magyar Föld és népei, 1848, I. 13.), Károly Eötvös: A Bakony rossz híre (Buapesti Hírlap, 1887). Na přelomu století jeho dobrodružný život přibarvovala braková literatura a připisovala mu události, jež se nikdy nestaly. Např.: Sobri Jóska a híres és rettegett bakonyi betyár élete és kalandjai (Budapest), Sobry Jóska a híres úri betyár kalandjai vagy a magyar Rinaldo Rinaldini (Budapest). Sobri se také stal hrdinou některých novel známého spisovatele Gyuly Krúdyho.
Většina lidových balad pojednávajících o Jóskovi Sobrim ho líčí jako šviháckého zbojníka sebejistého vystupování, jenž neznal strach a pohrdal smrtí. Setkáváme se zde i s oním známým jevem zbojnických legend, totiž že „bohatým bral a chudým dával“, a že se mu s důvtipem dařilo přelstít své pronásledovatele. V roce 2002 byl o životě tohoto zbojníka natočen dobrodružný film s názvem Sobri režiséra Emila Nováka v hlavní roli s Attilou Szarvasem.
V českém prostředí se lze s osudy Jósky Sobriho seznámit, byť ve velmi zidealizované formě, ve druhém dílu českého seriálu Slavné historky zbojnické natočeném roku 1985 režisérem Hynkem Bočanem. Hlavní roli v něm ztvárnil Jiří Bartoška.